# Eriopisella chieregoi
Eriopisella chieregoi is een vlokreeftensoort uit de familie van de Eriopisidae. De wetenschappelijke naam van de soort is voor het eerst geldig gepubliceerd in 1985 door Ruffo.